# Fábio Aurélio
Fábio Aurélio, född 24 september 1979 i São Carlos, är en brasiliansk före detta fotbollsspelare. Han spelade under sin karriär för São Paulo, Valencia, Liverpool och Grêmio.

## Klubbkarriär

### São Paulo
Aurélio gjorde A-lagsdebut för São Paulo 1997 efter att ha spelat i klubbens ungdomslag. Han spelade 54 ligamatcher under fyra säsonger för klubben innan han flyttade till Spanien och Valencia CF år 2000.

### Valencia
Efter att ha deltagit i Olympiska sommarspelen 2000 skrev han på ett kontrakt över sex år med Valencia. Säsongen 2001-2002 vann sedan Valencia ligan för första gången på 31 år. Säsongen efter slog Aurélio personligt rekord med 8 ligamål. När Valencia säsongen 2003-2004 vann både ligan och UEFA-cupen missade Aurélio större delen av säsongen på grund av en benbrott. Han spelade endast fyra matcher under säsongen.

### Liverpool
Den 5 juli 2006 offentliggjorde Liverpool att man hade värvat Aurélio från Valencia på en free transfer. I en intervju två dagar tidigare hade Aurélio förklarat sitt klubbval med att han ville spela under Rafael Benítez, som var tränare under hans tid i Valencia, igen. Den 13 augusti 2006 blev Aurélio den första brasilianska spelaren att representera Liverpool då han blev inbytt i andra halvlek i Liverpools 2-1-seger mot Chelsea FC i 2006 års Community Shield.
Under sin första säsong i England utmärkte sig Aurélio bland annat genom att assistera till två mål av Peter Crouch och Daniel Agger när Liverpool besegrade toppkonkurrenten Arsenal med 4-1 den 31 mars 2007. I Chamions League-mötet med PSV Eindhoven den 3 april skadade han dock sin hälsena och tvingades vila från fotbollen till den 18 september då han gjorde comeback i en match mot FC Porto.
Aurélio gjorde sitt första mål för Liverpool den 2 mars 2008 i en ligamatch mot Bolton på Reebok Stadium. Liverpool vann matchen med 3-1 efter att Aurélio gjort Liverpools tredje mål på volley efter en hörna slagen av Xabi Alonso. Hans andra mål kom i mötet med Portsmouth på Fratton Park den 7 februari 2009.
Den 25 maj 2010 tillkännagav Liverpool på sin officiella hemsida att Aurélio lämnar klubben när hans kontrakt går ut sommaren 2010. Under fyra säsonger i klubben spelade Aurélio totalt 110 matcher och gjorde fyra mål. Under denna period var Aurélio ofta skadad, och han spelade knappt hälften av lagets ligamatcher (71 av 144). Efter att ha varit klubblös i en månad meddelade Liverpool den 1 augusti 2010 via sin officiella hemsida att man skrivit ett nytt tvåårskontrakt med Aurélio.
Den 18 maj 2012 blev det klart att Aurelio skulle gå till brasilianska klubben Gremio kommande övergångsfönster.
Säsongen 2010-2011 var även den full av skador och Aurélio medverkade bara i 14 av 38 ligamatcher.

## Landslagskarriär
Fábio Aurélio har representerat Brasilien på U17, U20 och U21-nivå och även gjort ett tiotal matcher för U23-landslaget. Han deltog även vid Olympiska spelen 2000.

## Meriter
São Paulo
- Vinnare
  - São Paulo State Championship: 1998, 2000
- Tvåa
  - Copa do Brasil: 2000
  - Supercopa Sudamericana:1997

 Valencia
- Vinnare
  - La Liga: 2001–02, 2003–04
  - UEFA-cupen: 2004
  - UEFA Super Cup: 2004

 Liverpool
- Vinnare
  - Community Shield: 2006